# 陈润生
陈润生（1941年6月—），男，天津人，中国生物信息学家，中国科学院生物物理研究所研究员，主要从事生物信息学、非编码RNA的系统发现与功能的研究。

## 生平
1941年，生于天津。1964年，毕业于中国科学技术大学生物物理系。

## 荣誉
1996年获“小谷正雄 ”奖
2007年，当选为中国科学院院士。